# SFTP
SFTP идва от SSH file transfer protocol и е протокол, предлагащ трансфер и манипулация на файлове през мрежова връзка. Обикновено се ползва с протокола SSH-2, предлагащ сигурен трансфер на потока данни.

## Възможности
Сравнен с по-стария протокол SCP, позволяващ само трансфер на файлове, SFTP предлага и операции върху отдалечената файлова система. Допълнителните възможности на SFTP клиента включват възобновяване на спрени трансфери, листинги на директории и изтриване на отдалечени директории. Затова е по-разумно да се създаде графичен SFTP клиент, отколкото графичен SCP клиент.
Счита се, че SFTP е по-платформено-независим, отколкото SCP. SFTP клиенти и сървъри се предлагат за повечето платформи, докато SCP такива са обикновено само за Unix базирани системи.
Често срещана е заблудата, че SFTP е просто FTP през SSH. Всъщност SFTP е създаден от нулата от работна група на IETF SECSH.
Протоколът сам по себе си не предлага удостоверение и сигурност – той разчита на по-долния протокол да осигури това. SFTP обикновено се ползва като подсистема на SSH-2 и е бил разработен от същата работна група. Въпреки това е възможно SFTP да ползва SSH-1 или други потоци от данни. При ползването на SFTP сървър с SSH-1 се губи платформената независимост, тъй като SSH-1 не поддържа подсистеми. SFTP клиент, закачащ се към такъв сървър, трябва да знае къде на отдалечената система се намира изпълнимият файл на SFTP.
Протоколът SILC (Secure Internet Live Conferencing) ползва по подразбиране SFTP, но не защитава данните със SSH, а със своя собствен протокол. Той енкапсулира данните и ги изпраща в P2P среда. Това е възможно, тъй като SFTP е създаден като платформено-независим протокол.

## Стандартизация
Протоколът все още не е официален стандарт. Последната спецификация е Internet Draft, дефинираща версия 6 на протокола, но най-използвана e версия 3, ползвана от OpenSSH SFTP сървъра. Много Windows базирани разработки ползват версия 4 на протокола, която има по-малко допирни точки с Unix платформата.

## SFTP клиент
Терминът SFTP може да се използва и за клиент ползващ този протокол. Такъв е доставяният с OpenSSH.
Програмата sftp предлага интерактивен интерфейс, подобен на този от традиционните FTP клиенти.
Някои имплементации на scp програмата ползват SFTP протокола за да осъществяват трансферите на файлове. Въпреки това, повечето могат да се върнат към SCP ако сървърът не предлага SFTP услуга.